# 고액순자산 보유자

고액순자산 보유자(High-net-worth individual, HNWI)는 금융서비스 업계에서 특정 기준 이상으로 유동 자산을 유지하는 개개인을 지칭하는 데 사용되는 기술 용어이다. 일반적으로 이러한 개인은 미화 100만 달러 이상의 금융 자산(주 거주지 제외)을 보유하고 있는 것으로 정의된다. 2차 수준인 초고액 순자산 보유자(VHNWI)는 순자산이 최소 미화 500만 달러 이상인 개인을 의미한다. 최종 수준인 초고액 순자산 보유자(UHNWI)는 미화 3천만 달러의 투자 가능 자산(인플레이션 조정)을 보유하고 있다. 순자산이 미화 10억 달러 이상인 개인은 UHNW의 특별 계층을 차지하는 것으로 간주된다. 이러한 임계값은 부의 불평등, 정부 규제, 투자 적합성 요구 사항, 마케팅, 자금 조달 표준 및 일반 기업 전략 연구에 광범위하게 사용된다.
헨리 앤드 파트너스(Henley & Partners)가 발표한 세계에서 가장 부유한 도시 보고서 2023에 따르면 2022년 12월 기준 전 세계 HNWI 수는 1,500만 명이 조금 넘는 것으로 추산된다. 미국은 모든 국가 중 가장 많은 HNWI(530만 명)를 보유하고 있으며 캘리포니아주, 텍사스주, 뉴욕주, 플로리다주, 일리노이주에 대부분 거주하고 있다. 뉴욕시는 340,000명의 HNWI를 보유한 가장 부유하고 인구가 많은 도시이다. UHNWI는 세계 인구의 0.003%에 불과하며 세계 총 부의 13%를 보유하고 있다. 2017년에는 226,450명의 개인이 UHNWI로 지정되었으며 이들의 총 자산은 27조 달러로 증가했다.

## 같이 보기
- 억만장자
- 백만장자
- 프로페셔널
- 금권경제
- 부
- 경제적 불평등